# Маркшейдерія

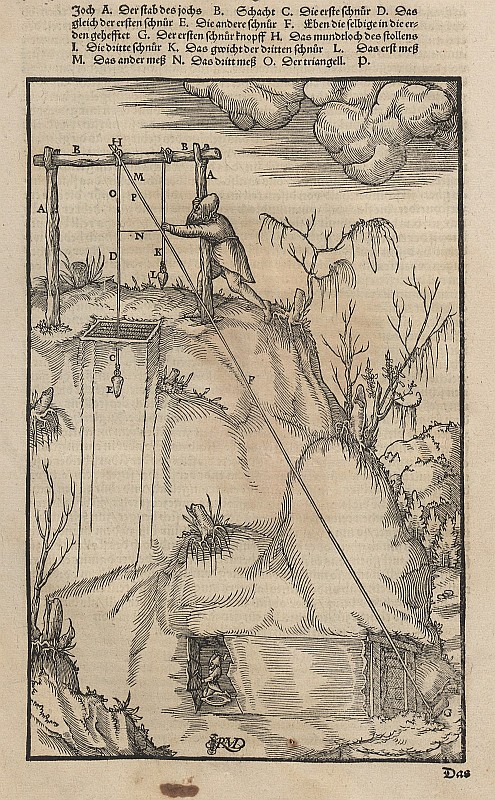
Маркшейдерські роботи. Г.Агрікола. De Re Metallica (1556)

Маркшейдері́я (від нім. Markscheider, утвореного від Mark — «межа», «кордон» і scheiden — «розділяти») — інженерна дисципліна, яка поєднує методологію геодезії з гірничою справою та геологією; традиційно відноситься до однієї з галузей гірничої справи. Спочатку маркшейдерія передбачала планування та геодезичну діяльність, пов'язану з видобутком корисних копалин, але в XX столітті вона також поширилася на забезпечення пошукових робіт та деяких геофізичних досліджень.

## Загальний опис
Маркшейдерія стосується просторово-геометричних вимірювань (маркшейдерських знімань) у надрах Землі і на відповідних ділянках її поверхні з наступним зображенням контурів розміщення в них корисних і шкідливих (для технології переробки) компонентів, властивостей вміщуючих порід, просторового розташування виробок, процесів деформації порід і земної поверхні у зв'язку з гірничими роботами на планах, картах і розрізах; моделюванням форм залягання корисних копалин, їх показників та фізико-хімічних процесів у надрах, а також відображення динаміки виробничого процесу гірничого підприємства. Спеціалістів з маркшейдерії називають маркшейдерами.
Дані маркшейдерії синтезуються в гірській графічній документації, що являє собою креслення, отримані методом геометричної проєкції. Маркшейдерія є комплексною наукою і тісно пов'язана з багатьма науковими дисциплінами: математичними, фізико-технічними, астрономо-геодезичними, геолого-мінералогічними та геологорозвідувальними, а також з технологією розробки родовищ і будівельною справою.

## Завдання
Маркшейдерські роботи — невіддільна частина всіх стадій гірничого виробництва. Виконання маркшейдерських робіт здійснюється маркшейдерською службою, що входить до складу гірничого підприємства або організації, що веде розвідку родовища, проєктування і будівництво гірничого підприємства. При детальній розвідці родовищ корисних копалин в завдання маркшейдерської служби входить побудова опорної мережі, зйомка земної поверхні, перенесення проєкту розташування розвідувальних виробок в натуру, зйомка всіх пройдених розвідувальних виробок, а також природних і штучних оголень гірських порід. Спільно з геологами маркшейдери на основі зйомок складають креслення гірничої графічної документації, що відображають обсяг виконаних розвідувальних робіт, ситуацію земної поверхні, форму і розміри тіл корисної копалини, його якість, властивості вміщуючих порід, а також беруть участь в підрахунку геологічних запасів. При проєктуванні гірничих підприємств маркшейдери беруть участь у проєктно-вишукувальних роботах, у проєктуванні кордонів гірничих підприємств і систем розробки родовища, розміщенні будівель і споруд, що підлягають будівництву на площах залягання корисних копалин, у встановленні заходів охорони споруд від шкідливого впливу гірничих розробок, складанні календарних планів розвитку гірничих робіт; перевіряють правильність запроєктованих співвідношень геометричних елементів генерального плану поверхні, проводять підрахунок промислових запасів. При будівництві гірничих підприємств маркшейдерською службою здійснюється побудова мережі опорних пунктів і перенесення геометричних елементів проєкту будівництва в натуру, перевіряється правильність виконання запроєктованого співвідношення геометричних елементів при монтажі підйомних установок і армуванні шахтних стовбурів, задаються напрямки гірничих виробок, виконуються виконавчі зйомки й готується необхідна для експлуатації родовища гірська графічна документація.
При експлуатації родовищ маркшейдерською службою реєструється динаміка виробничого процесу гірничого підприємства і складаються креслення гірничої графічної документації; у міру просування гірничих виробок уточнюються умови залягання родовищ і форма тіл корисних копалин, їх якість, властивості вміщуючих порід, складаються графіки, що відображають структуру родовищ, форму тіл корисних копалин, їх якість і розподіл корисних компонентів, властивості вміщуючих порід, а також динаміку процесу зрушення гірських порід та інші явища, знання яких необхідно для розв'язання питань удосконалення технології розробки родовищ і планування розвитку гірничих робіт; задаються напрямки гірничих виробок, розробляються заходи щодо безпечного ведення гірничих робіт поблизу небезпечних зон і здійснюється контроль за їх виконанням; виробляються спостереження за зрушенням гірських порід і проявами гірського тиску, розробляються заходи охорони будівель, споруд, природних об'єктів і гірських виробок від шкідливого впливу гірничих робіт; проводиться облік руху промислових запасів, втрат і збіднення корисних копалин. При ліквідації або консервації гірничих підприємств маркшейдерська служба визначає повноту вилучення корисної копалини й поповнює на момент ліквідації або консервації креслення гірничої графічної документації.

## Історія
Маркшейдерія виникла одночасно з гірничою справою. Завдання, пов'язані з вимірами у копальнях, вирішувалися з глибокої давнини. Ще в 16-14 століттях до н. е. в Єгипті будували на площині зменшені масштабні зображення гірських виробок. Герон Александрійський (бл. 1 століття) вперше описав спосіб підземної зйомки та її орієнтування. Коротке зведення способів вирішення маркшейдерських завдань дав німецький вчений Ґеорґіус Аґрікола (16 століття).

## Встановлення назви та розвиток як науки
Перша книга, яка була повністю присвячена маркшейдерській справі, вийшла 1686 р. у Німеччині: І. Фойгтель «Підземна геометрія або маркшейдерське мистецтво».
Фахівців, які займалися просторово-геометричними вимірами, пов'язаними з гірничою справою, називали гірськими геометрами. Термін «Маркшейдерія» встановився в 40-х роках XX століття, і йому передували терміни: підземна геометрія, гірське землемірство (А. Мартов, 1777), гірська топографія, рудникова топографія (Г. А. Тіме, 1884, 1890), маркшейдерське мистецтво, гірська геодезія (Л. А. Сакс, 1886, В. І. Бауман, 1900, 1905), гірська геометрія (П. Леонтовський, 1906).
У кінці XIX і в 1-ій половині XX століття у Російській імперії розробкою теорії та практики маркшейдерії займалися В. І. Бауман, П. Леонтовський, П. К. Соболевський, І. Бахурін, М. Г. Келль, Д. М. Оглоблін.
У СРСР маркшейдерія отримує подальший розвиток: розробляється методика геометризації родовищ і формується наукова дисципліна «геометрія надр» (П. К. Соболевський, П. А. Рижов, І. М. Ушаков та інші), створюється методика вивчення деформації гірських порід і розрахунку елементів їх зрушення (І. Бахурін, С. Г. Авершин, В. Коротков та інші). Ці роботи дозволили створити правила охорони споруд та природних об'єктів від шкідливого впливу підземних розробок в СРСР і покласти початок формуванню у складі маркшейдерії дисципліни «Зрушення гірських порід».
За кордоном у XX столітті подальший розвиток маркшейдерської науки отримав своє відображення в працях О. Німчіка (ФРН), К. Нойберт (НДР), Ф. Чехури (ЧССР), А. Тарци-Горноха (УНР), З. Ковальчика (ПНР) та інших вчених.